# Podostemum munnarense
Podostemum munnarense là một loài thực vật có hoa trong họ Podostemaceae. Loài này được (Nagendran & Arekal) C.J. Mathew & Satheesh miêu tả khoa học đầu tiên năm 1997.